# Kollungeröd vatten (naturreservat)
Kollungeröd vatten är ett naturreservat i  Långelanda och Myckleby socknar i Orusts kommun i Bohuslän. Lerslättsjön Kollungeröd vatten är centralt belägen i reservatet som ingår i EU-nätverket Natura 2000 och förvaltas av Västkuststiftelsen.
Omgivningarna präglas av odlingslandskapet, stränderna kantas av vidsträckta vassområden. Sjön har betydelse både som sträcklokal och häckningslokal, ett 40-tal fågelarter har dokumenterats, däribland brushane, grönbena, fiskgjuse och brun kärrhök.